# Амадора
Амадора (порт. Amadora) је пети по величини град и општина у Португалији, смештен у њеном западном делу. Град је у саставу округа Лисабон, где чини једну од приградских општина. То је, у ствари, највеће предграђе главног града Лисабона.

## Географија
Град Амадора се налази у западном делу Португалије. Од главног града Лисабона град је удаљен 15 километара северозападно, а од Портоа 320 километара јужно.
Рељеф: Амадора се налази у бреговитом подручју, на надморској висини од 80-250 m.
Клима: Клима у Амадори је средоземна.
Воде: Амадора се налази у позадини Лисабона, без већих водотока.

## Историја
Подручје Амадоре насељено још у време праисторије. Последњих деценија насеље је посебно нарасло ширењем градске зоне Лисабона. Град је добио градска права 1979. године.

## Становништво
По последњих проценама из 2011. године општина Амадора има око 172 хиљада становника, од чега значајан део чини новији усељеници (са Зеленортских острва, источне Европе, Бразила). 
Велике четврти са стамбеним ламелама, подигнутим 60-их и 70-их година 20. века са усељеничким становништвом су данас оптерећене високом стопом криминала, па Амадора спада у веома небезбедна насеља у Португалији.

## Галерија
- Бурака, једна од густо насељених четврти Амадоре
- Тржни центар у изградњи
- Воз Лисабон-Синтра на делу кроз Амадору
- Једна од градских цркава